# コメンスメント・ベイ級航空母艦
コメンスメント・ベイ級航空母艦（コメンスメントベイきゅう こうくうぼかん、英語: Commencement Bay-class escort carrier）は、アメリカ海軍の護衛空母の艦級。アメリカ海軍が護衛空母として建造した最後の艦級であった。

## 概要

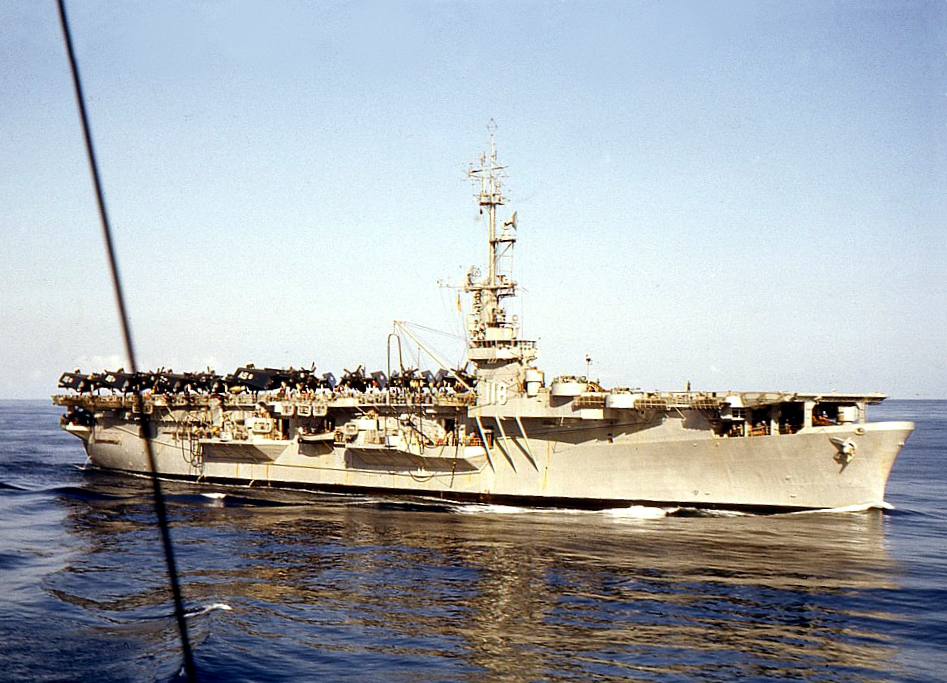
14番艦シシリー。(1952年)

コメンスメント・ベイ級航空母艦は1944年度計画で建造された護衛空母であり、前級のカサブランカ級航空母艦が1隻も起工されていない1942年10月から要目が検討され始めた。サンガモン級航空母艦と同じくT2型油槽船を母体として作られたが、カサブランカ級と同様に改造ではなく船体の設計図面を流用し、改めて設計された上で建造される事となった。そのため、油槽船船体のシーアラインは見えなくなっている。当初、第一次発注分15隻と第二次発注分10隻、その他追加分10隻の合わせて35隻の建造が予定されていたが、設計作業の遅れから全体の建造スケジュールも遅れ、終戦により16隻がキャンセルされて第一次発注分全隻と第二次発注分のうちの5隻のみ完成した。うち、第二次世界大戦に間に合ったのは10隻のみで、しかも既に大勢が決した時期の就役だったため、目立った戦果は見られない。
要目は実質ベースとなったサンガモン級とあまり差はないが、飛行甲板はサンガモン級と比較して前後に長くなった一方で、幅が若干狭められた。また、これまで作られた護衛空母と比べてカタパルトが2基装備されている。2基装備したのは艦載機の発進間隔を短縮するためであったが、そのうちの1基は艦載機の大型化を見越して、エセックス級航空母艦に装備されているものと同じ型のカタパルトを装備している。機関配置も、艦尾に集中配置されていたサンガモン級のそれと異なり、シフト配置を採用した。兵装は38口径5インチ単装砲2基を艦尾に配置したほか、40ミリ機関砲と20ミリ機銃の数を増加させている。
コメンスメント・ベイ級航空母艦は艦型や性能に余裕があって戦闘による大きな損害もなく、なおかつ大型カタパルトを装備していた事もあって、他の護衛空母とは違って長く現役に留まることが出来、戦後も強襲揚陸艦やヘリ空母として活躍した艦も多かった。中には70年代まで現役を続けた艦もあり、見事にアメリカ護衛空母史の掉尾を飾ることとなった。

## 戦歴
先述のように就役時期の関係上、第二次世界大戦では目立った戦果は見られなかったが1950年からの朝鮮戦争では護衛空母として唯一、第一線の現役艦として行動した。
運用面で特筆すべき艦が何隻かある。二番艦のブロック・アイランドは1945年2月に海兵隊専用空母となり、F6Fヘルキャットの夜間戦闘機バージョンである F6F-5NとF4Uコルセアを主兵力とする第511海兵戦闘飛行隊を中心とする第1海兵空母飛行群（MCVG-1）を搭載し、沖縄戦に参戦した。海兵隊の戦闘機は1944年後半から正規空母に便乗する形で搭載されていたが、「海兵隊が独自に空母を持ち、そこから作戦させれば海軍の負担がいくらか減らせるのでは」という発想から海兵隊独自の空母運用が検討され始め、その結果として何隻かのコメンスメント・ベイ級が海兵隊の空母として運用されたわけである。
以後、ギルバート・アイランズに第2海兵空母飛行群、ヴェラ・ガルフに第3海兵空母飛行群、ケープ・グロスターに第4海兵空母飛行群が搭載され、このうち、ギルバート・アイランズは先述のブロック・アイランドとともに沖縄戦に参加した。1945年5月31日、ギルバート・アイランズ搭載の第512海兵戦闘飛行隊の1機が慶良間諸島上空で一〇〇式司令部偵察機1機を撃墜。その後、2隻はボルネオ島方面に転戦（ボルネオの戦い）。7月3日に第511海兵戦闘飛行隊機がバリックパパン沖で零式水上偵察機1機を撃墜した。ケープ・グロスターは7月に沖縄に到着し、約1か月東シナ海方面での攻勢機雷散布作戦と爆撃支援に従事した。作戦中に一〇〇式司令部偵察機や「彗星」などを撃墜した。ヴェラ・ガルフは沖縄に到着した時に大戦が終結していた。この他、クラ・ガルフが海軍の夜間戦闘機隊専用空母として整備されたが、出撃後すぐ終戦となり、活躍の機会はなかった。

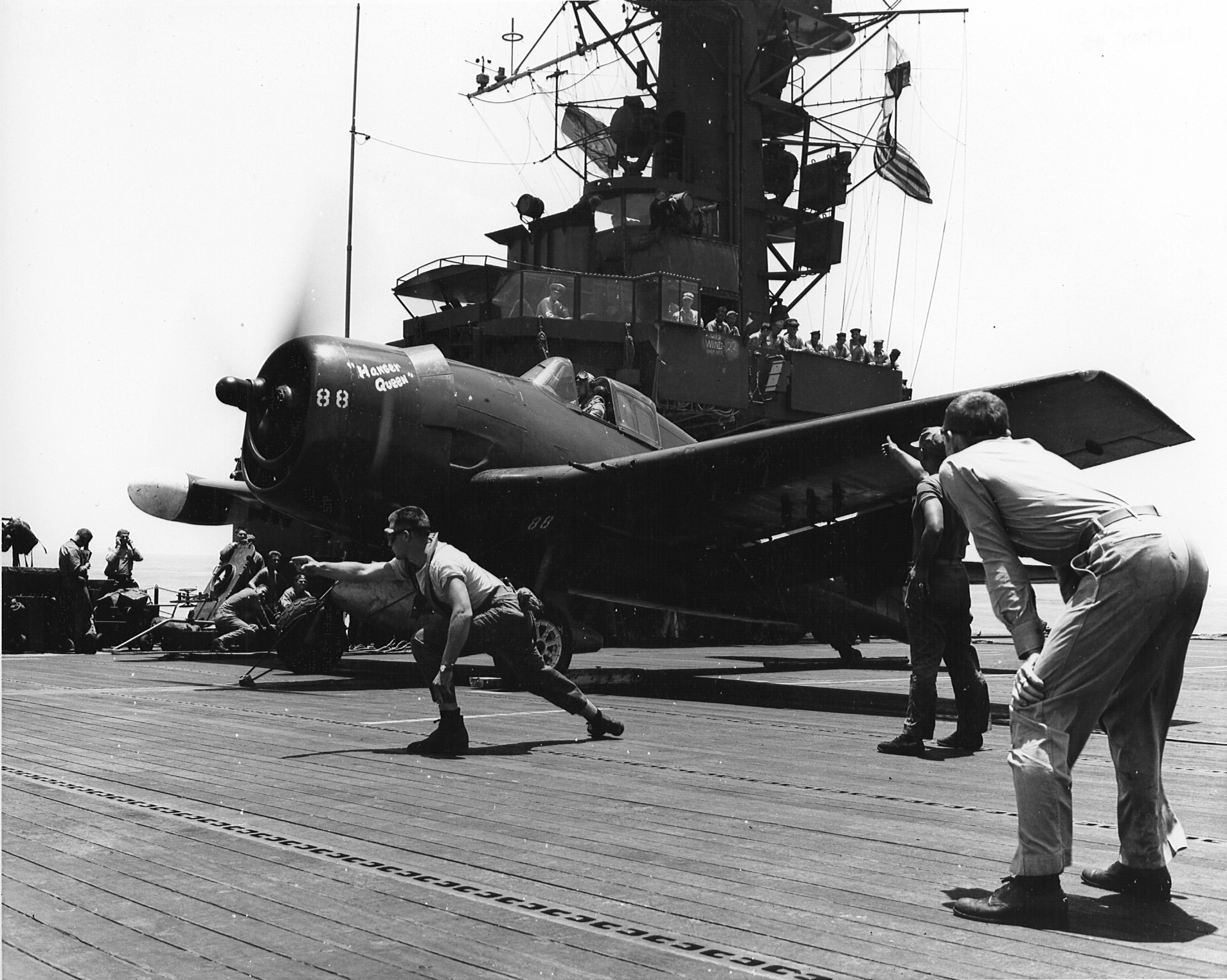
沖縄で夜間戦闘機を発艦させるブロック・アイランド。(1945年5月10日)
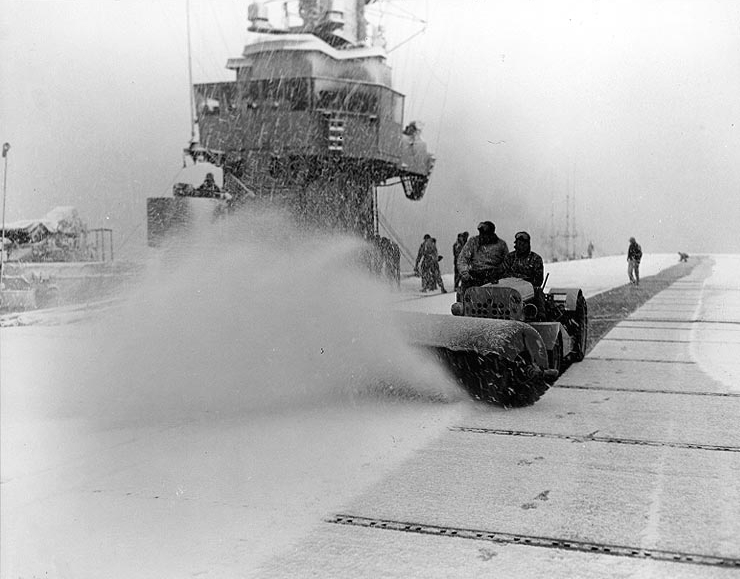
朝鮮戦争中、甲板の除雪作業を行うバドエン・ストレイト。(1950年12月30日)
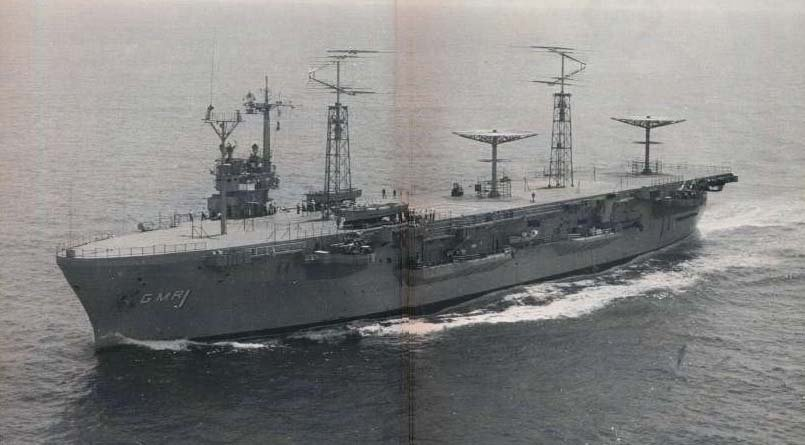
通信中継艦アナポリスとして再就役したギルバート・アイランズ。(1967年、ベトナム沿岸沖)

## 同型艦
艦名は当初、湾の名前を付ける方針だったが、海戦や上陸作戦が行われた地名を記念して命名あるいは改名された艦が多い。
- コメンスメント・ベイ (USS Commencement Bay, CVE-105/CVHE-105/AKV-37)
- ブロック・アイランド[II] (USS Block Island, CVE-106/AKV-38)
- ギルバート・アイランズ (USS Gilbert Islands, CVE-107/AKV-39/AGMR-1)
- クラ・ガルフ (USS Kula Gulf, CVE-108/AKV-8)
- ケープ・グロスター (USS Cape Gloucester, CVE-109/CVHE-109/AKV-9)
- サレルノ・ベイ (USS Salerno Bay, CVE-110/AKV-10)
- ヴェラ・ガルフ (USS Vella Gulf, CVE-111/CVHE-111/T-AKV-11)
- シボニー (USS Siboney, CVE-112/AKV-12)
- ピュージェット・サウンド (USS Puget Sound, CVE-113/CVHE–113/AKV–13)
- レンドヴァ (USS Rendova, CVE-114/AKV-14)
- バイロコ (USS Bairoko, CVE-115/AKV-15)
- バドエン・ストレイト (USS Badoeng Strait, CVE-116/AKV-16)
- セイダー (USS Saidor, CVE-117/CVHE-117/AKV-17)
- シシリー (USS Sicily, CVE-118/AKV-18)
- ポイント・クルーズ (USS Point Cruz, CVE-119/AKV-19/T–AKV–19)
- ミンドロ (USS Mindoro, CVE-120/AKV-20)
- ラバウル (USS Rabaul, CVE-121/CVHE-121/AKV-21)
- パラオ (USS Palau, CVE-122/AKV-22)
- ティニアン (USS Tinian, CVE-123/CVHE-123/AKV-23)
- バストーニュ（建造キャンセル） (USS Bastogne, CVE-124)
- エニウェトク（建造キャンセル） (USS Eniwetok, CVE-125)
- リンガエン（未成艦） (USS Lingayen, CVE-126)
- オキナワ（未成艦） (USS Okinawa, CVE-127)